# 사무엘 먼로 주니어
사무엘 먼로 주니어(Samuel Monroe Jr., 1973년 11월 28일 ~ )는 미국의 배우, 텔레비전 배우이다.
로스앤젤레스에서 태어났다.

## 영화
- 돈 비 어 메니스 투 사우스 센트럴 와일 드링킹 유어 쥬스 인 더 후드 (1996년)
- 셋 잇 오프 (1996년)
- 사회에의 위협 (1993년)